# Marliens
Marliens település Franciaországban, Côte-d’Or megyében. Lakosainak száma 614 fő (2022. január 1.). Marliens Rouvres-en-Plaine, Thorey-en-Plaine, Varanges, Longecourt-en-Plaine és Tart községekkel határos.

## Népesség
A település népességének változása:
| Lakosok száma | 80   | 221  | 363  | 442  | 510  | 572  | 595  | 596  | 597  | 614  |
|               | 1968 | 1982 | 1990 | 2006 | 2013 | 2015 | 2017 | 2019 | 2020 | 2022 |